# Curières
Curières (okzitanisch Curièiras) ist eine französische Gemeinde mit 214 Einwohnern (Stand 1. Januar 2022) im Département Aveyron in der Region Okzitanien (vor 2016 Midi-Pyrénées); sie gehört zum Arrondissement Rodez und zum Kanton Aubrac et Carladez. Die Einwohner werden Curièrois genannt.

## Geographie
Curières liegt etwa 37 Kilometer nordnordöstlich von Rodez in der Landschaft Aubrac im Zentralmassiv. Das Gemeindegebiet gehört zum Regionalen Naturpark Aubrac. Umgeben wird Curières von den Nachbargemeinden Laguiole im Norden, Saint-Urcize im Nordosten und Osten, Condom-d’Aubrac im Osten und Süden sowie Montpeyroux im Westen.

## Bevölkerungsentwicklung
| Jahr                       | 1962 | 1968 | 1975 | 1982 | 1990 | 1999 | 2006 | 2019 |
| Einwohner                  | 408  | 371  | 323  | 277  | 285  | 264  | 259  | 228  |
| Quellen: Cassini und INSEE |      |      |      |      |      |      |      |      |

## Sehenswürdigkeiten
- Kirche Saint-Pierre-ès-Liens, seit 1938 Monument historique
- Großkreuz aus dem 15. Jahrhundert, Monument historique seit 1928
- Schloss Le Puech
- Markthalle

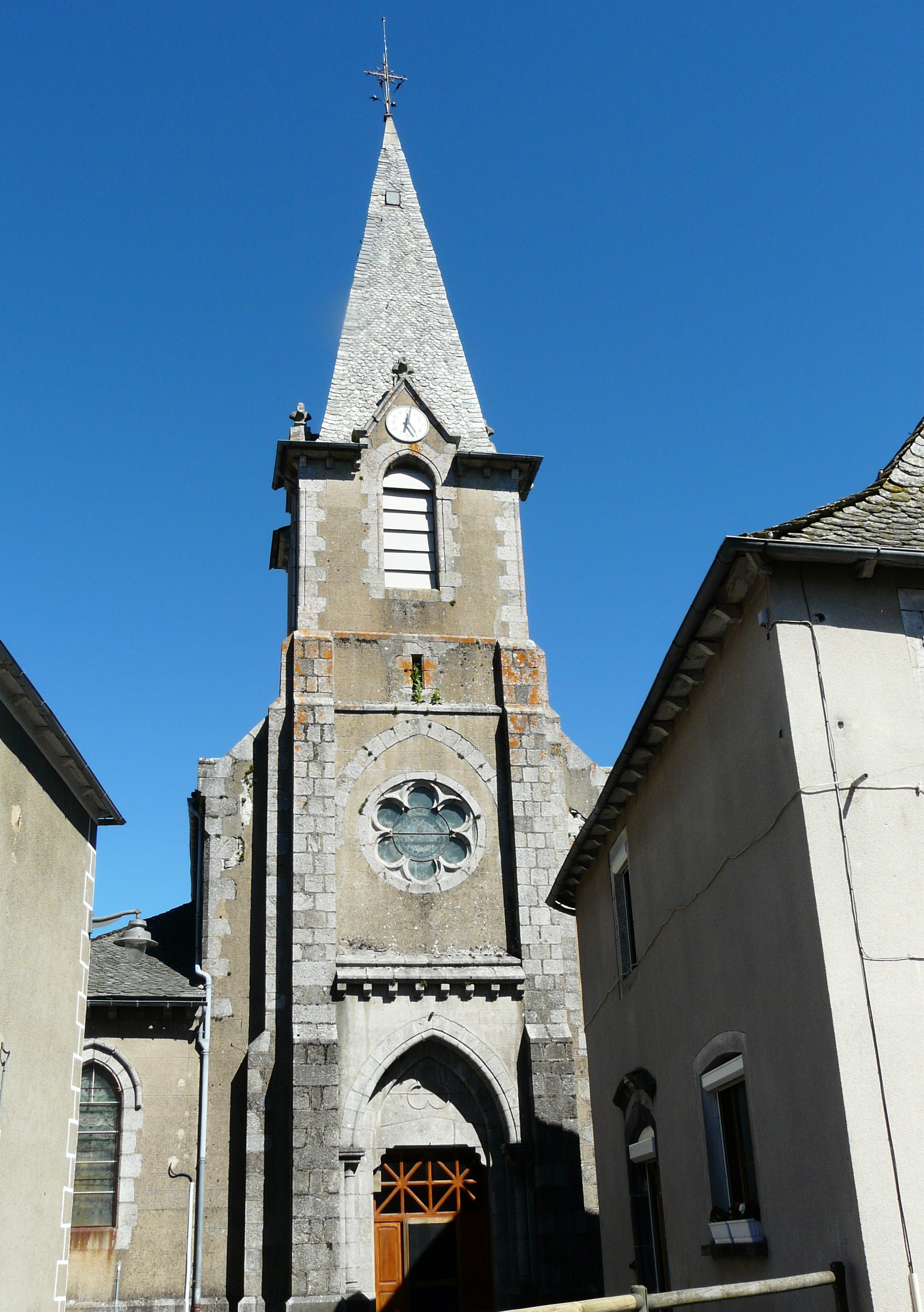
Kirche Saint-Pierre-ès-Liens
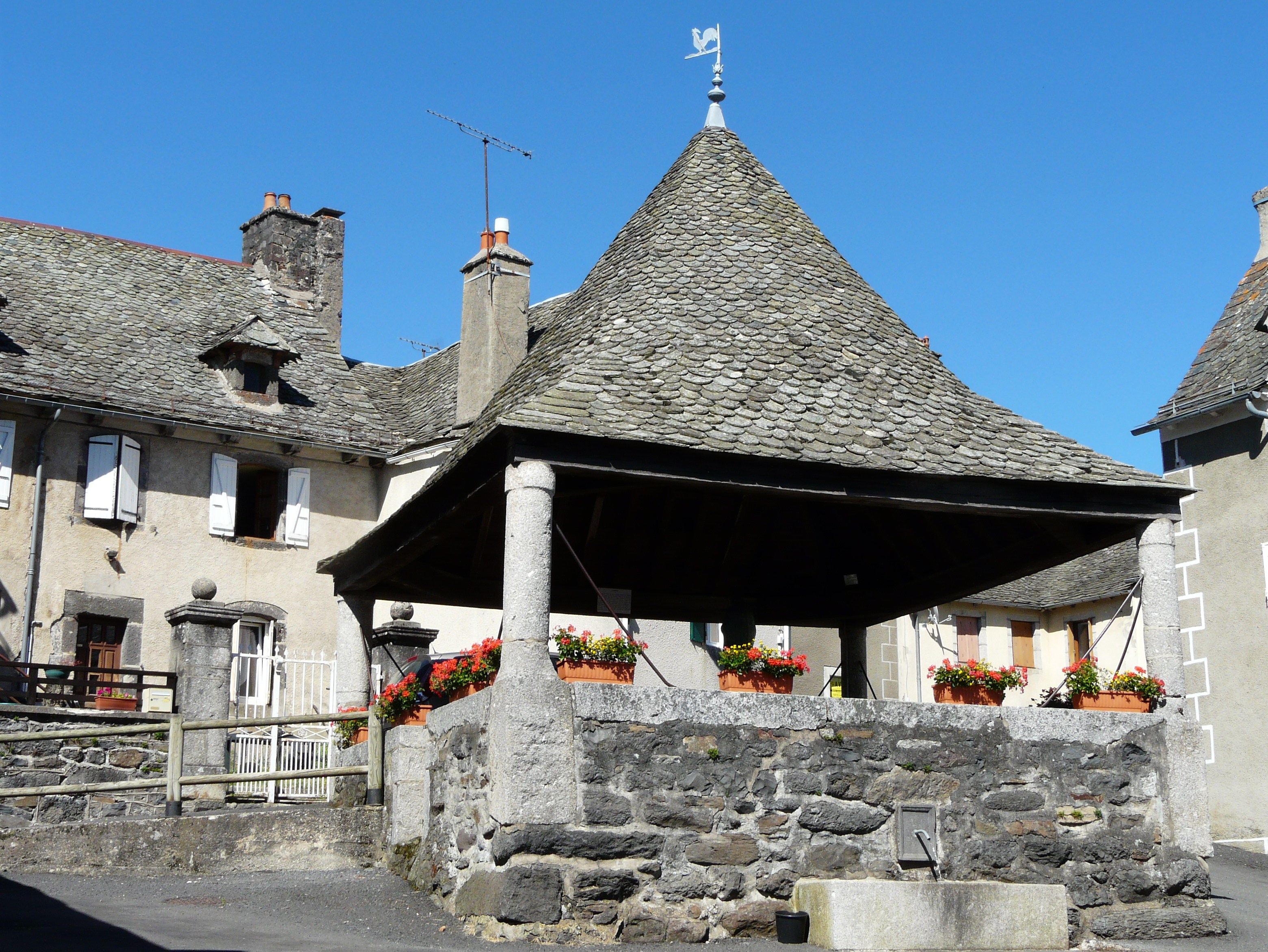
Markthalle

## Persönlichkeiten
- Denis-Antoine-Luc de Frayssinous (1765–1841), Politiker und (Titular-)Bischof von Hermopolis Major (1822–1841)